# Jezioro Czterech Kantonów
Jezioro Czterech Kantonów (niem. Vierwaldstättersee; nieoficjalnie: fr. Lac des Quatre Cantons, rm. Lai dals Quatter Chantuns, wł. Lago dei Quattro Cantoni) – jezioro w środkowej części Szwajcarii.
Jezioro zajmuje powierzchnię 114 km², tym samym jest czwartym pod względem wielkości jeziorem Szwajcarii. Ma silnie rozbudowaną linię brzegową z licznymi odnogami. Większość brzegów jeziora jest stroma, w niektórych miejscach góry wznoszą się na wysokość nawet 1500 m nad taflą jeziora.
Nazwa jeziora nawiązuje do czterech kantonów, które położone są nad jeziorem. Spośród nich trzy wchodziły w skład pierwotnej Konfederacji Szwajcarskiej: Uri, Schwyz i Unterwalden; czwartym jest kanton Lucerny. Nad brzegiem jeziora położonych jest również kilka najstarszych szwajcarskich gmin, m.in. Küssnacht, Weggis, Vitznau, Gersau, Brunnen, Altdorf, Buochs czy Treib. Ponadto, na południowo-wschodnim brzegu jeziora położona jest łąka Rütli, na której, według tradycji, powołana została Konfederacja.
Najważniejszą rzeką uchodzącą do jeziora jest rzeka Reuss, która wypływa z jeziora w Lucernie. Ponadto do jeziora uchodzą mniejsze rzeki: Muota, Engelberger Aa oraz Sarner Aa.
Wokół jeziora istnieje połączenie drogowe, aczkolwiek ze względu na kształt jeziora i rzeźbę terenu poruszanie się nim jest utrudnione. Miejscowości nad jeziorem połączone są także połączeniami promowymi.
Jezioro Czterech Kantonów jest popularnym regionem turystycznym, odwiedzanym zarówno przez samych Szwajcarów, jak i turystów zagranicznych. Nad brzegiem jeziora powstało wiele kurortów.
W dniu 27 sierpnia 1830 roku przez kilka godzin płynęli tędy (z Altdorf do Brunnen) trzej polscy poeci romantyczni - Adam Mickiewicz, Zygmunt Krasiński i Antoni Edward Odyniec. Również w sierpniu, ale cztery lata później, po dłuższej wycieczce alpejskiej, Juliusz Słowacki wracał tędy do Lucerny w towarzystwie Juliusza Grużewskiego i braci Marii Wodzińskiej. A przybyliśmy tam przez najpiękniejsze jezioro Czterech Kantonów – pisał później (21-23 sierpnia 1834) z Genewy w liście do swej matki, Salomei Bécu.
Podczas wycieczki do Włoch i Szwajcarii, podjętej w 1895 roku, zwierciadło jeziora Ciężkie od blasków, co się po nim ścielą, Siejąc szmaragdy wskroś stopionej stali wraz z otaczającymi je górami podziwiał Jan Kasprowicz. Swój rejs uwiecznił w wierszu pt. „Na jeziorze Czterech Kantonów”.

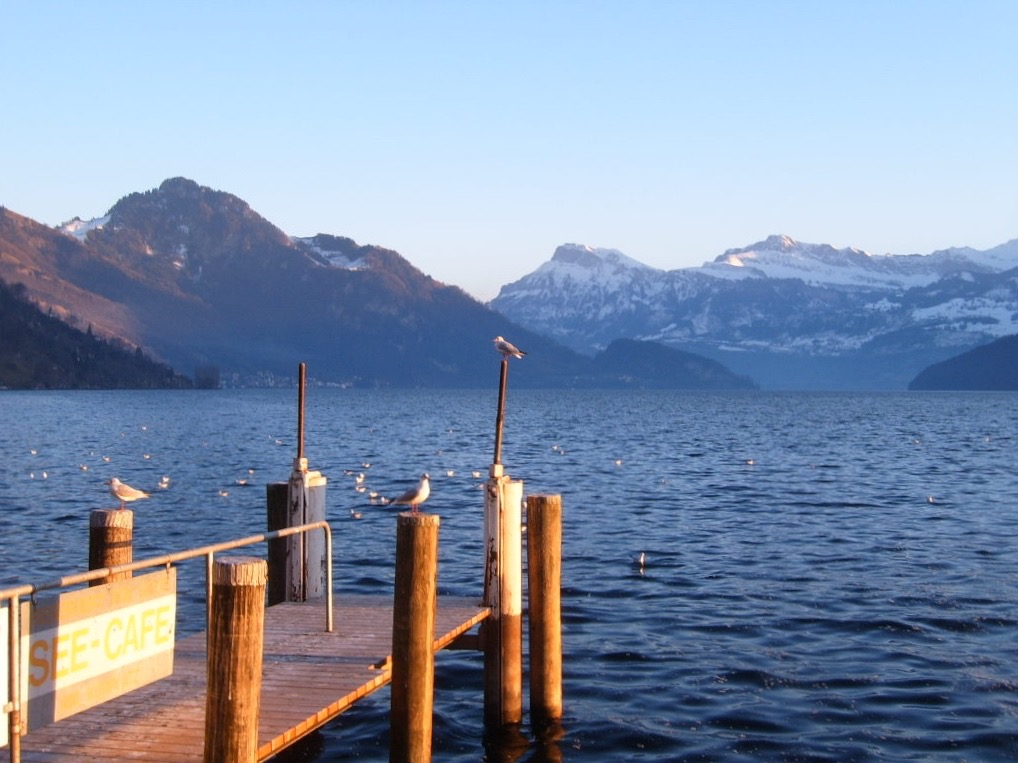
Jezioro widziane z Weggis